# Édouard Delmont
Édouard Delmont (eigentlich Édouard Marius Autran; * 5. Dezember 1883 in Marseille; † 22. November 1955 in Cannes) war ein französischer Filmschauspieler. Häufig wurde er, wie damals üblich, nur mit Delmont bezeichnet.

## Leben
Anfangs arbeitete er wie sein Vater Édouard Philippe Clément Autran als Metallschmied. 1914 wurde er im Alcazar de Marseille als Maschinist angestellt. Direktor Franck Esposito entdeckte ihn als Komödiant und er trat ab 1918 als Delmont auf. Von 1931 bis zu seinem Tod 1955 trat er hauptsächlich in Kinofilmen auf und spielte in über 80 Filmen mit. In den 1930er Jahren war er in Nebenrollen in vielen Filmen von Marcel Pagnol zu sehen. Zu seinen bekanntesten Filmrollen zählen der melancholische Wirt Panama im Drama Hafen im Nebel (1938) an der Seite von Jean Gabin sowie Doktor Spiletti, der mehrfach in der Komödie Don Camillos Rückkehr stirbt.

## Filmographie (Auswahl)
- 1931: Mardi gras – Regie: Pierre Weill
- 1931: Marius – Regie: Alexander Korda
- 1931: Mam'zelle Nitouche – Regie: Marc Allégret
- 1932: Fanny – Regie: Marc Allégret
- 1933: Roger la Honte – Regie: Gaston Roudès
- 1933: Au pays du soleil – Regie: Robert Péguy
- 1933: Jofroi – Regie: Marcel Pagnol
- 1934: Chourinette – Regie: André Hugon
- 1934: Angèle – Regie: Marcel Pagnol
- 1934: Le Train de 8 heures 47
- 1934: Les Bleus de la marine – Regie: Maurice Cammage
- 1935: Toni
- 1935: Le Gros Lot de Cornembuis – Regie: André Hugon
- 1936: César – Regie: Marcel Pagnol
- 1936: Romarin – Regie: André Hugon
- 1936: Blanchette – Regie: Pierre Caron
- 1937: Das Mädchen und der Scherenschleifer (Regain) – Regie: Marcel Pagnol
- 1937: Les Secrets von la mer Rouge – Regie: Richard Pottier
- 1937: Der merkwürdige Monsieur Victor (L'Étrange Monsieur Victor) – Regie: Jean Grémillon
- 1937: Le Chanteur de minuit – Regie: Léo Joannon
- 1937: Franco de port – Regie: Dimitri Kirsanoff
- 1937: Balthazar von Pierre Colombier
- 1938: Hercule – Regie: Alexander Esway
- 1938: Die Marseillaise (La Marseillaise)
- 1938: Hafen im Nebel (Le Quai des brumes)
- 1938: Die Frau des Bäckers (La Femme du boulanger)
- 1938: Le Club des fadas – Regie: Émile Couzinet
- 1938: Le Petit Chose – Regie: Maurice Cloche
- 1938: Firmin, le muet de Saint-Pataclet – Regie: Jacques Séverac
- 1939: Farinet – Die sanfte und die wilde Freiheit (Farinet ou l'or dans la montagne) – Regie: Max Haufler
- 1939: Le Héros de la Mae – Regie: André Hugon
- 1939: Berlingot et compagnie – Regie: Fernand Rivers
- 1939: Le Déserteur oder Je t'attendrai – Regie: Léonide Moguy
- 1939: Le Paradis des voleurs (Escapade) – Regie: Lucien-Charles Marsoudet und Léo Joannon
- 1940: Herzdame (L'Héritier des Mondésir) – Regie: Albert Valentin
- 1940: La Nuit merveilleuse – Regie: Jean-Paul Paulin
- 1941: Trois Argentins à Montmartre – Regie: André Hugon
- 1941: Notre-Dame de la Mouise – Regie: Robert Péguy
- 1941: Parade de sept nuits – Regie: Marc Allégret
- 1942: Soyez les bienvenus – Regie: Jacques de Baroncelli
- 1942: L'Arlésienne – Regie: Marc Allégret
- 1942: Liebe im Süden (Simplet) – Regie: Fernandel
- 1942: Cap au large – Regie: Jean-Paul Paulin
- 1942: Feu sacré – Regie: Maurice Cloche
- 1943: Une femme dans la nuit – Regie: Edmond T. Gréville
- 1943: Le soleil a toujours raison – Regie: Pierre Billon
- 1943: Port d'attache – Regie: Jean Choux
- 1943: Maigret und der Fall Picpus (Picpus) – Regie: Richard Pottier
- 1943: La Bonne Étoile [D] von Jean Boyer
- 1943: Une vie de chien – Regie: Maurice Cammage
- 1943: Adieu Léonard – Regie: Pierre Prévert
- 1943: Le Val d'enfer – Regie: Maurice Tourneur
- 1943: Mon amour est près de toi – Regie: Richard Pottier
- 1944: Un chapeau de paille d'Italie – Regie: Maurice Cammage
- 1944: La Collection Ménard – Regie: Bernard Roland
- 1944: Abenteuer auf Korsika (L'Île d'amour) – Regie: Maurice Cam
- 1945: Gespielin der Finsternis (La Fiancée des ténèbres) – Regie: Serge de Poligny
- 1945: Solita von Cordoue – Regie: Willy Rozier
- 1946: L'Affaire du Grand Hôtel – Regie: André Hugon
- 1946: Le Gardian – Regie: Jean de Marguenat
- 1946: Nuit sans fin – Regie: Jacques Séverac
- 1946: Ploum ploum tra la la – Regie: Robert Hennion
- 1947: Die Abtrünnige (La Renégate) – Regie: Jacques Séverac
- 1947: Le Destin exécrable de Guillemette Babin – Regie: Guillaume Radot
- 1947: Le Dessous des cartes – Regie: André Cayatte
- 1947: Colomba – Regie: Émile Couzinet
- 1948: Buffalo Bill et la bergère – Regie: Serge de La Roche
- 1948: Eifersucht (Bagarres) – Regie: Henri Calef
- 1948: L'Auberge du péché – Regie: Jean de Marguenat
- 1949: Wenn man die Schule schwänzt (L'École buissonnière) – Regie: Jean-Paul Le Chanois
- 1949: Les Eaux troubles – Regie: Henri Calef
- 1949: Deux amours – Regie: Richard Pottier
- 1950: Verlaß mich nicht (L'Homme qui revient de loin) – Regie: Jean Castanier
- 1950: Le Grand Cirque – Regie: Georges Peclet
- 1950: Juliette ou la Clé des songes – Regie: Marcel Carné
- 1950: Die Karriere der Doris Hart (La Belle que voilà) – Regie: Jean-Paul Le Chanois
- 1951: Trafic sur les dunes – Regie: Jean Gourguet
- 1951: Monsieur Octave oder  L'escargot – Regie: Maurice Téboul
- 1951: Der Totentisch (La Table-aux-crevés) – Regie: Henri Verneuil
- 1952: Au pays du soleil – Regie: Maurice de Canonge
- 1952: Éternel espoir – Regie: Max Joly
- 1952: Son dernier Noël – Regie: Jacques Daniel-Norman
- 1952: Manons Rache (Manon des sources) – Regie: Marcel Pagnol
- 1953: Don Camillos Rückkehr (Le Retour von don Camillo)
- 1953: Ruf des Schicksals (L'Appel du destin) – Regie: Georges Lacombe
- 1954: Der Hammel mit den fünf Beinen (Le Mouton à cinq pattes)
- 1954: Les Lettres de mon moulin – Regie: Marcel Pagnol
- 1954: Ali Baba (Ali Baba et les quarante voleurs)

## Theater
- 1931: Fanny von Marcel Pagnol, mise en scène Harry Baur, Théâtre de Paris